# شهرستان برازوریا (تگزاس)
شهرستان برازوریا، تگزاس (به انگلیسی: Brazoria County, Texas) یک سکونتگاه مسکونی در ایالات متحده آمریکا است که در تگزاس واقع شده‌است.

## خصوصیات
شهرستان برازوریا ۴٬۱۳۶٫۲۳ کیلومترمربع مساحت دارد.